# Herrera Oria (Málaga)

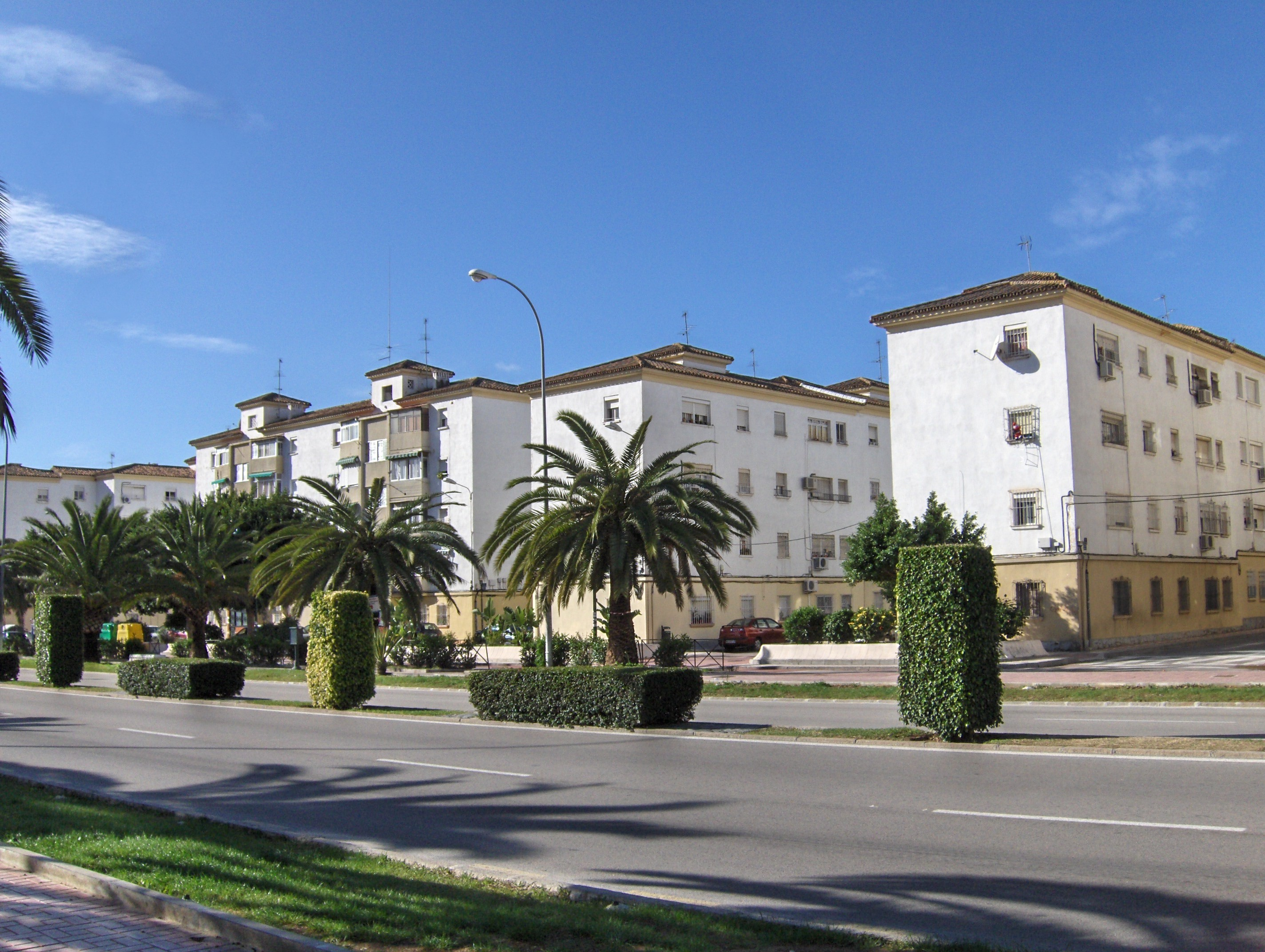
Vista del barrio.

Herrera Oria es un barrio perteneciente al distrito Ciudad Jardín de la ciudad de Málaga, España. Según la delimitación oficial del ayuntamiento, limita al norte con el barrio Sagrada Familia; al este y al sur con el barrio de Ciudad Jardín, que da nombre al distrito; y al oeste, con la ribera del río Guadalmedina, que lo separa de los barrios del distrito de Palma-Palmilla.

## Urbanismo
El barrio de Herrera Oria abarca el grupo de viviendas homónimas y algunos edificios públicos, entre los que destaca la Iglesia de Cristo Rey, del arquitecto Fernando Gerrero-Strachan y Rosado. El conjunto de viviendas se compone de 24 bloques de cinco alturas construidos entre 1958 y 1962, según el proyecto de Fernando Morilla, y constituye un ejemplo típico de viviendas públicas de carácter social construidas por la administración del Movimiento Nacional. Los bloques están ordenados en posición ortogonal y las fachadas son sobrias y ordenadas, en el estilo de la autarquía.

## Transporte
En autobús, queda conectado mediante las siguientes líneas de la EMT: 
| Línea | Trayecto                                          | Recorrido | Frecuencia                              |
| ----- | ------------------------------------------------- | --------- | --------------------------------------- |
| 2     | Alameda Principal - Ciudad Jardín (San José)      | Recorrido | 10-11 minutos                           |
| 61    | Alameda Principal - Jardín Botánico La Concepción | Recorrido | 60 minutos (Fines de Semana y festivos) |
| N2    | Plaza de la Marina - Circular                     | Recorrido | 50-55 minutos                           |